# Chycz
Chycz – średniowieczna chata występująca na terenie Polski. Chycz była na poły wkopana w ziemię. Składała z trzech izb: 
- Sień, czyli izba jasna, gdzie okap był nad paleniskiem, przez co dym nie dostawał się do izby, kryta była dranicami – tutaj przyjmowano gości.
- Stuba – izba czarna, czyli taka, gdzie dostawał się dym – tutaj toczyło się życie codzienne, a zimą nocował inwentarz.
- komora, czyli spichlerz.

Stuba i komora kryte były mchem i słomą. Stuba miała około 8 na 10 łokci, a sień i komora były trochę mniejsze. Wewnątrz, kilka cm od ścian, wisiały tkaniny nazywane oponami, które zatrzymywały ciepło, oprócz tego była ława (stół), zydle, skrzynie, gdzie mieścił kmieć cały dobytek oprócz inwentarza i zbiorów i grzędy na ubrania. Zamiast łóżek było legowisko w kącie na sianie.